# Гілфорд (Коннектикут)
Гілфорд (англ. Guilford) — місто (англ. town) в США, в окрузі Нью-Гейвен штату Коннектикут. Населення — 22 073 особи (2020).

## Демографія
Згідно з переписом 2010 року, у місті мешкало 22 375 осіб у 8715 домогосподарствах у складі 6304 родин. Було 9596 помешкань
Расовий склад населення:
| - 94,7 % — білих - 2,4 % — азіатів - 0,8 % — чорних або афроамериканців - 0,1 % — корінних американців |

До двох чи більше рас належало 1,2 %. Частка іспаномовних становила 3,5 % від усіх жителів.
За віковим діапазоном населення розподілялося таким чином: 23,6 % — особи молодші 18 років, 58,9 % — особи у віці 18—64 років, 17,5 % — особи у віці 65 років та старші. Медіана віку мешканця становила 46,6 року. На 100 осіб жіночої статі у місті припадало 92,8 чоловіків;  на 100 жінок у віці від 18 років та старших — 89,6 чоловіків також старших 18 років.
Середній дохід на одне домашнє господарство  становив 153 606 доларів США (медіана — 107 587), а середній дохід на одну сім'ю — 177 090 доларів (медіана — 128 057). Медіана доходів становила 84 750 доларів для чоловіків та 64 122 долари для жінок. За межею бідності перебувало 3,7 % осіб, у тому числі 3,7 % дітей у віці до 18 років та 2,8 % осіб у віці 65 років та старших.
Цивільне працевлаштоване населення становило 11 594 особи. Основні галузі зайнятості: освіта, охорона здоров'я та соціальна допомога — 33,3 %, науковці, спеціалісти, менеджери — 13,1 %, виробництво — 8,9 %, роздрібна торгівля — 7,9 %.